# Mühlenbahn Großbauchlitz
| |            |                                |                       |
| Streckenlänge: | 1,020 km   |                                |                       |
| Stromsystem: | 130 Volt = |                                |                       |
| Streckengeschwindigkeit: | 10 km/h    |                                |                       |
| |            |                                |                       |
| \| \| \| zur Bahnstrecke Riesa–Chemnitz \| \| \| \| 0,000 \| Bahnhof Großbauchlitz \| Bahnhof Großbauchlitz \| \| \| \| Grimmaische Straße \| \| \| \| 1,020 \| Günther’sche Mühle \| Günther’sche Mühle \| |            |                                |                       |
| |            | zur Bahnstrecke Riesa–Chemnitz |                       |
| U-Bahn-Betriebs-/Güterbahnhof Streckenanfang (Strecke außer Betrieb) | 0,000      | Bahnhof Großbauchlitz          | Bahnhof Großbauchlitz |
| U-Bahn-Strecke (außer Betrieb) |            | Grimmaische Straße             | Grimmaische Straße    |
| U-Bahn-Betriebs-/Güterbahnhof Streckenende (Strecke außer Betrieb) | 1,020      | Günther’sche Mühle             | Günther’sche Mühle    |

Die Mühlenbahn Großbauchlitz ist ein ehemaliger Oberleitungslastkraftwagen-Betrieb (damals noch Gleislose Bahn genannt) im heutigen Döbelner Stadtteil Großbauchlitz in Sachsen. Die 1,020 Kilometer lange Strecke wurde am 17. Mai 1905 eröffnet und ausschließlich im Güterverkehr betrieben. Sie verband den Staatsbahnhof Großbauchlitz (seit 1932 Döbeln Nord genannt) an der Bahnstrecke Riesa–Chemnitz mit der Günther’schen Mühle am südlichen Ortsrand.
Für den Transport von Getreide zur Mühle bzw. Mehl und Kleie von der Mühle standen ein Traktor-ähnliches Schleppfahrzeug und mehrere zweiachsige Anhänger zur Verfügung. 1914 wurde die Mühlenbahn schließlich stillgelegt und durch ein Anschlussgleis der Königlich Sächsischen Staatseisenbahnen ersetzt.
Erbaut und betrieben wurde die Bahn nach dem sogenannten System Schiemann, entwickelt vom sächsischen Unternehmen Gesellschaft für gleislose Bahnen Max Schiemann & Co. aus Wurzen. Eine Besonderheit der Anlage war die niedrige Spannung von nur 130 Volt Gleichspannung, üblicherweise wurden Obus-Anlagen damals mit Spannungen zwischen 500 und 600 Volt betrieben.